# Paradinha
Paradinha ist eine ehemalige Gemeinde (Freguesia) im portugiesischen Kreis Moimenta da Beira. In ihr leben 125 Einwohner (Stand 30. Juni 2011).

## Geschichte
Der Ort entstand im Umfeld der Burg von Moreiró.
1630 bestand Paradinha bereits als eine eigenständige Gemeinde unter dem heutigen Namen.
Im Zuge der administrativen Neuordnung zum 29. September 2013 wurde Paradinha mit Nagosa zur neuen Gemeinde União das Freguesias de Paradinha e Nagosa zusammengefasst. Hauptsitz der neuen Gemeinde ist Paradinha.

## Söhne und Töchter der Gemeinde
- António José Rafael (1925–2018), Bischof von Bragança-Miranda